# 协调统一货物边境管制国际公约
《协调统一货物边境管制国际公约》是 1982年联合国欧洲经济委员会的一项条约，各国同意在协调和简化国际边境管制方面进行合作。对于过境货物，批准公约的国家同意实施“简单和快速的处理......通过将检查限制在实际情况或风险允许的情况下”。
该公约由联合国欧洲经济委员会内陆运输委员会制定，于1982年10月21日在瑞士日内瓦缔结。该公约由13个国家签署并于1985年10月15日生效。该公约可供任何国家批准。截至2016年有58个缔约方，其中包括57个國家和欧盟。联合国欧洲经济委员会以外的一些国家已经批准了该条约。